# Kraaghalsfles

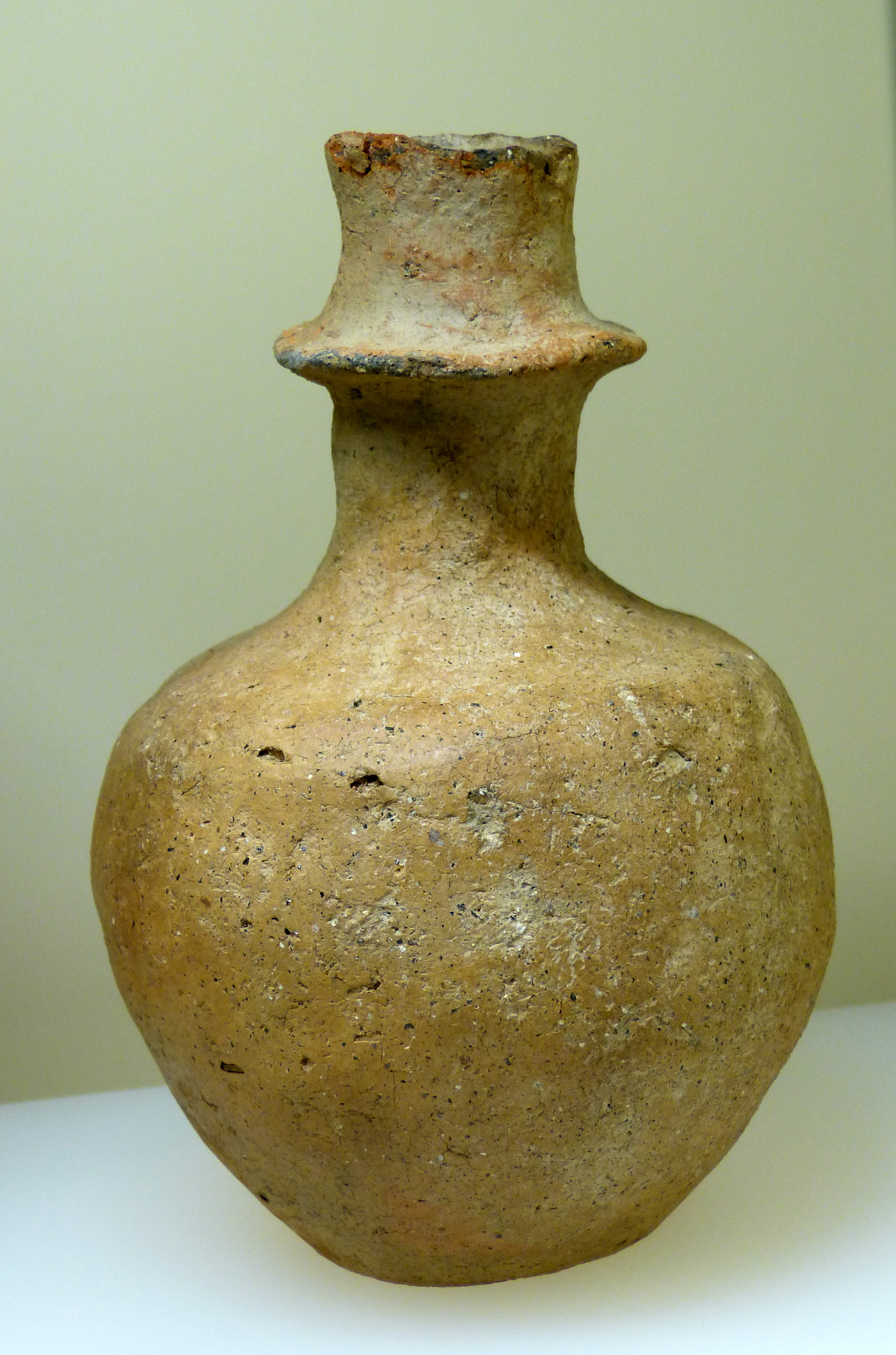
een kraaghalsfles uit Brandenburg an der Havel

Een kraaghalsfles of kraaghalsbeker is een type fles van aardewerk uit het neolithicum.
De kraaghalsflesjes zijn gemaakt tussen 3400 tot 2900 v.Chr. Kraaghalsflesjes zijn aangetroffen in o.a. hunebedden en worden toegeschreven aan de trechterbekercultuur.
Er zijn kraaghalsflesjes aangetroffen in D12, D15 en D19. Ook in de grafkelder van Stein.

Er wordt een kraaghalsflesje afgebeeld op het wapen van Borger

Op het wapen van Borger wordt een kraaghalsflesje afgebeeld.